# アフマドゥ
アフマドゥ（Afmadow, ソマリ語: Afmadoow）はソマリア南部の町。

## 歴史
2006年3月、国際連合児童基金の職員が誘拐され、身代金2万ドルが支払われる事件が起きている。
2006年10月、アフマドゥの町はイスラーム武装勢力イスラム法廷会議の支配下となった。2006年末にはアメリカ軍とソマリア暫定連邦政府軍によりイスラム法廷会議に大反撃が行われ、その一環としてアフマドゥの町にヘリ2機による攻撃が行われている。2006年末には洪水が襲っており、さらにはリフトバレー熱と見られる症状も確認されているが、イスラム法廷会議と暫定連邦政府軍との戦いにより国際社会からの支援に遅れが見られている。リフトバレー熱は2007年2月に終息の様相を見せている。
2009年11月20日まで、アフマドゥの町はイスラム法廷会議の後継組織ヒズブル・イスラムが支配していたが、11月21日に別のイスラーム武装勢力アル・シャバブが無血占拠している。2009年末、ソマリア南西部から国際連合世界食糧計画が撤退して以降は食糧事情が厳しくなり、特に2010年には強い旱魃の影響で、アメリカやヨーロッパに移住した親族からの仕送りで生計を立てている状況である。
アル・シャバブ支配も安定ではなく、早くも2010年1月には暫定連邦政府寄りの軍閥アル・スンナ・ワル・ジャマーとの戦闘が行われている。アル・シャバブは2010年3月にアフマドゥで英語と科学の教育を禁止し、さらに学生を兵に変えて暫定政府軍との戦力にしようと計画している。2011年6月末には同じくアル・シャバブが支配するソマリア南部の都市キスマヨが国籍不明のヘリ攻撃を受け、住民の多くがアフマドゥなどの町に避難を開始している。

## 周辺
アフマドゥ県はステップ気候に属し、乾燥地帯のソマリアにしては草原が多い。そのため特に県の南部では、大型の野生動物がみられる。ディクディクが最も多く、キイロヒヒ、ライオン、レッサークーズーなども見られる。